# Anatolie Dimitriu
Anatolie Dimitriu (n. 19 iunie 1973) este un jurist și politician din Republica Moldova, președinte al raionului Ialoveni din iulie 2015, ex-deputat în Parlamentul Republicii Moldova înlegislatura a XIX-a (2010-2014) și legislatura a XX-a (2014-2015), ales pe listele Partidului Liberal Democrat din Moldova.
Din 2007 până în prezent este membru al Biroului Permanent Central și al Consiliului Politic Național al PLDM.
La alegerile parlamentare din noiembrie 2014 a candidat de pe poziția a 21-a în lista PLDM și a reușit să acceadă în parlament. În iulie 2015, după ce a fost ales în funcția de președinte al raionului Ialoveni, a renunțat la funcția de deputat (pentru a se conforma principiului compatibilității funcțiilor publice) și mandatul său a trecut la Nae-Simion Pleșca.
Din 1996 până în 2009 a activat în sfera afacerilor.
Este căsătorit, are doi copii.